# Vicente Lucio Salazar
Pour les articles homonymes, voir Salazar.
 (novembre 2023).
La mise en forme du texte ne suit pas les recommandations de Wikipédia : il faut le « wikifier ».
Les points d'amélioration suivants sont les cas les plus fréquents. Le détail des points à revoir est peut-être précisé sur la page de discussion.
- Les titres sont pré-formatés par le logiciel. Ils ne sont ni en capitales, ni en gras.
- Le texte ne doit pas être écrit en capitales (les noms de famille non plus), ni en gras, ni en italique, ni en « petit »…
- Le gras n'est utilisé que pour surligner le titre de l'article dans l'introduction, une seule fois.
- L'italique est rarement utilisé : mots en langue étrangère, titres d'œuvres, noms de bateaux, etc.
- Les citations ne sont pas en italique mais en corps de texte normal. Elles sont entourées par des guillemets français : « et ».
- Les listes à puces sont à éviter, des paragraphes rédigés étant largement préférés. Les tableaux sont à réserver à la présentation de données structurées (résultats, etc.).
- Les appels de note de bas de page (petits chiffres en exposant, introduits par l'outil «  Source ») sont à placer entre la fin de phrase et le point final[comme ça].
- Les liens internes (vers d'autres articles de Wikipédia) sont à choisir avec parcimonie. Créez des liens vers des articles approfondissant le sujet. Les termes génériques sans rapport avec le sujet sont à éviter, ainsi que les répétitions de liens vers un même terme.
- Les liens externes sont à placer uniquement dans une section « Liens externes », à la fin de l'article. Ces liens sont à choisir avec parcimonie suivant les règles définies. Si un lien sert de source à l'article, son insertion dans le texte est à faire par les notes de bas de page.
- La présentation des références doit suivre les conventions bibliographiques. Il est recommandé d'utiliser les modèles {{Ouvrage}}, {{Chapitre}}, {{Article}}, {{Lien web}} et/ou {{Bibliographie}}. Le mode d'édition visuel peut mettre en forme automatiquement les références.
- Insérer une infobox (cadre d'informations à droite) n'est pas obligatoire pour parachever la mise en page.

Pour une aide détaillée, merci de consulter Aide:Wikification.
Si vous pensez que ces points ont été résolus, vous pouvez retirer ce bandeau et améliorer la mise en forme d'un autre article.
Vicente Lucio Salazar y Cabal (Quito, 20 décembre 1832 - Quito, 14 février 1896) était un juriste et homme politique équatorien.

## Biographie
Il était le fils de Manuel María Salazar Lozano et de Carolina Cabal Salazar. Il a effectué toutes ses études dans sa ville natale et les a terminées en obtenant un doctorat en jurisprudence.
En plus de son travail dans le domaine du droit, il a brillamment exercé en tant qu'économiste pendant environ 30 ans.

## Vie familiale
Il s'est marié pour la première fois avec Mercedes Polanco y Carrión, née à Quito en 1839 et décédée jeune en 1871. Veuf, Salazar s'est remarié en 1873 avec Manuela Quiñones Pérez.
Ses deux épouses étaient des descendantes des Marquis de Miraflores, une ancienne famille nobiliaire de la Real Audiencia de Quito. Il a eu des enfants des deux mariages.

## Engagement politique
Au début des années 1870, il a été élu représentant à la Chambre des députés, devenant son président en 1873. Cette année-là, en raison de sa spécialisation dans les questions économiques, le président Gabriel García Moreno l'a nommé ministre des Finances (ou des Comptes).
Au début des années 1870, il a été élu représentant à la Chambre des députés, devenant son président en 1873. Cette année-là, en raison de sa spécialisation dans les questions économiques, le président Gabriel García Moreno l'a nommé ministre des Finances (ou des Comptes).
En 1892, il a été sénateur et président du Sénat.

En 1893, le président Luis Cordero Crespo l'a choisi comme ministre de l'Intérieur et des Relations extérieures.

## Présidence par intérim de l'Équateur (1895)
Il a été nommé vice-président de la République en 1894 et a assumé la présidence par intérim lorsque Luis Cordero a démissionné en raison du scandale de la Venta de la Bandera, qui a provoqué une série d'insurrections et de soulèvements libéraux, notamment sur la côte équatorienne.
Le 5 juin 1895, la Révolution libérale dirigée par Eloy Alfaro a éclaté à Guayaquil, et Salazar a nommé le général José María Sarastí directeur général de la guerre pour réprimer l'insurrection.
Le lendemain, Salazar est tombé malade et a dû laisser ses fonctions au président du Sénat, Carlos Mateus Pacheco. Cependant, ce dernier a démissionné de son poste, et Vicente Lucio Salazar est revenu à la tête de l'exécutif.
Après la défaite de l'armée gouvernementale lors de la bataille de Gatazo, Salazar a démissionné de la présidence le 15 août 1895 et a été remplacé par Aparicio Ribadeneira Ponce, qui faisait partie de son gouvernement.
Le nouveau chef de l'exécutif a jugé impossible de résister armée dans la ville de Quito. Le matin du 23 août 1895, Aparicio Ribadeneira Ponce a fui la capitale avec les soldats fidèles au gouvernement pour chercher refuge en Colombie, ce qui a renversé le gouvernement du parti conservateur au pouvoir.
Le 4 septembre 1895, l'armée d'Eloy Alfaro est entrée dans la capitale et a commencé son gouvernement de facto.

### Ministres
| Ministère                                              | Titre                        |
| ------------------------------------------------------ | ---------------------------- |
| Ministère de la Guerre et de la Marine                 | José María Sarasti           |
| Ministère de Hacienda                                  | Gabriel de Jesús Núñez Terán |
| Ministère d'Instruction Publique                       | Pedro Ignacio Lizarzaburu    |
| Ministère de l'Intérieur, et des Relations Extérieures | Luis Salvador Martínez       |
| Ministère de l'Intérieur, et des Relations Extérieures | Aparicio Ribadeneira Ponce   |

## Décès
Après le triomphe de la Révolution libérale du 5 juin 1895 et le gouvernement de facto d'Alfaro dans la capitale, Vicente Lucio Salazar, en raison de son état de santé fragile, s'est réfugié chez l'ambassadeur de la République du Venezuela, où il est décédé.